# رحب علي التبريزي
رحب علي التبريزي (ت. 1080 هـ / 1669 م) هو متكلم وفيلسوف شيعي، أصله من تبريز.
درس على مير أبي القاسم الفندرسكي. ومن تلامذته: القاضي سعيد القمي.